# Alcis rufomarginata
Alcis rufomarginata là một loài bướm đêm trong họ Geometridae.